# Detlef Hegemann
Detlef Hegemann (* 6. November 1927 in Hagen; † 23. August 2011 in Bremen) war ein deutscher Unternehmer und geschäftsführender Gesellschafter der Hegemann-Gruppe aus Bremen.

## Leben
Hegemann studierte nach dem Abitur (1947) von 1948 bis 1953 an der Technischen Hochschule Hannover das Bauingenieurwesen. Seit 1954 arbeitete er in dem von seinem Großvater August Reiners gegründeten Bauunternehmen, welches er 1957 teilweise und 1973 vollständig übernahm. In den folgenden Jahren expandierte das Unternehmen. Tochterfirmen und Niederlassungen wurden in den Städten Bremerhaven, Hannover, Braunschweig, Berlin, München und Stuttgart gegründet. Seit 1958 besteht neben der August Reiners Bauunternehmung GmbH die Hegemann GmbH, mit den Bereichen Nassbaggerei, Schiffsreparatur sowie -umbau, Stahlbau und Umwelttechnik. Der Bereich Schiffbau lag ihm besonders am Herzen: Er begann 1972 mit dem Erwerb der insolventen Rolandwerft in Bremen-Hemelingen, die sich zunächst nur mit Sektionsbau und Schiffsreparaturen beschäftigte, ehe 1977 der Schiffsneubau wieder begonnen wurde. Mit dem Erwerb der Schürenstedt Werft in Berne konnte der Werftbetrieb vergrößert werden. Nach der Wiedervereinigung übernahm Detlef Hegemann zunächst die Peene-Werft in Wolgast, die etwa 800 Mitarbeiter beschäftigte, danach 2007 die Volkswerft Stralsund vom Maersk Konzern. Hinzu kamen die Deutschen Industriewerke in Berlin als Werft für den Bau von Binnenschiffen. Mit den Werften in den alten und neuen Bundesländern hatte er die drittgrößte Werftengruppe der Bundesrepublik Deutschland geschaffen. Zeitweise waren bis zu 5000 Mitarbeiter in den Gesellschaften und Niederlassungen der Hegemann Gruppe beschäftigt.
Bereits im Jahr 2009 mussten als Folge der Weltwirtschaftskrise und des steten Wachstums der chinesischen Werften die Seeschiffswerften in den alten und neuen Bundesländern Insolvenz anmelden. In seinem Todesjahr 2011 waren vom einstmaligen Werftenverbund nur noch die Deutschen Industriewerke in der Unternehmensgruppe verblieben.

## Ämter
Detlef Hegemann war elf Jahre Vorstandsvorsitzender und danach Ehrenpräsident des Bauindustrieverbandes Niedersachsen-Bremen. Er war Mitglied des Präsidiums des Hauptverbandes der Deutschen Bauindustrie. Darüber hinaus wirkte Detlef Hegemann als Honorarkonsul von Brasilien.
1956 heiratete er Ursula Hegemann geb. Kämmerer. Mit ihr betrieb er im Grün-Gold-Club Bremen auch die Sportart Standardtanzen, sie waren Deutscher Meister (1952 bis 1957) und Europameister der Amateure (u. a. 1954 und 1955). Detlef Hegemann war von 1965 bis 1999 Präsident der International Dance Sport Federation (IDSF), zu deren Ehrenpräsidenten er während der IDSF-Generalversammlung im Juni 1998 ernannt wurde. Weiterhin war er Ehrenpräsident des Deutschen Tanzsportverbands (DTV), dessen erster Präsident nach der Gründung des Verbands er von 1962 bis 1966 war, und Ehrenmitglied im Landestanzsportverband Bremen (LTV Bremen).

## Ehrungen
Detlef Hegemann wurde 2005 das Bundesverdienstkreuz 1. Klasse (international auch als Offizierskreuz bezeichnet) des Verdienstordens der Bundesrepublik Deutschland verliehen, überreicht durch den Ministerpräsidenten des Landes Mecklenburg-Vorpommern, Harald Ringstorff.